# Euphoria (álbum de Enrique Iglesias)
Euphoria é o nono álbum de estúdio do cantor e compositor castelhano Enrique Iglesias. O álbum é um lançamento pela Universal Republic e Universal Music Latina e foi lançado em 05 de julho de 2010 internacionalmente e nos EUA no dia seguinte. O álbum de Pop e Dance conta com participações de artistas estadounidenses como Akon, Usher, Lil' Wayne, Ludacris, e Nicole Scherzinger; e de artistas latinos como Juan Luis Guerra, Pitbull, e Wisin & Yandel. O álbum é composto de canções em inglês e espanhol. E foi produzido por RedOne, Mark Taylor, e Carlos Paucar.
O álbum tem desova de singles oito dos quais três são espanhóis e cinco em inglês. O primeiro single do álbum "Cuando Me Enamoro" alcançou o número #1 no Hot Latin Songs, enquanto o álbum o segundo single "I Like It", chegou a número #4 na Billboard Hot 100. O álbum estreou no número #10 da Billboard 200, com vendas de 27.000 cópias na primera semana. O álbum produziu três singles #1 na Billboard Hot Dance Club Play, "I Like It", "Tonight (I'm Fuckin' You)" e "Dirty Dancer". "I Like It" já vendeu 5 milhões de cópias em todo o mundo sendo o principal sucesso do álbum. Em 2011 o álbum foi premiado como "Melhor Àlbum Latino" no Billboard Music Awards e indicado ao Grammy Latino de "Álbum do Ano".
O álbum já vendeu mais de 4 milhões de cópias em todo o mundo desde seu lançamento em julho de 2010. O álbum e seus singles venderam 1 milhão de cópias só no Reino Unido. Foi certificado 2x Disco de Platina nos Estados Unidos em 23 de setembro de 2011.

## Conceito
Euphoria é o primeiro álbum bilíngue de Iglesias. Enrique descreveu o álbum, dizendo: "É o primeiro álbum que eu já lancei que é 50-50, [...] Eu pensei que quando ele desceu a ele artisticamente, ele me ajudaria porque iria colocar as músicas espanhola contra o inglês. criei um pouco de competição dentro da minha cabeça. Eu não quero fazer um álbum duplo, e eu tenho escrito este álbum por um ano e meio, [...] Então, eu quero ter certeza que é o melhor que posso dar aos fãs ". foi anunciado que no final de 2010, Iglesias  partiu em sua turnê Euphoria em apoio do seu mais recente álbum.
Também afirmou que este álbum é diferente do que seus álbuns anteriores, dizendo: "Para minha 'experiência religiosa', meu primeiro álbum é mágico, porque eu tenho uma série de cuidados e porque tem um nível de honestidade para mim único quando comparado para o que eu fiz. Mas quando as pessoas ouvem esse disco é óbvio que você vai achar que não tem nada a ver com muitas das canções que eu fiz no passado, [...] o que nós queremos é que o público cresce com você e isso é muito difícil de alcançar. isso não, você fazê-lo apenas ocasionalmente. com essas falhas podem ser aprendidas, mas não é fácil ". No estilo do álbum" I Like It ", explicou, que "bate em tantos estilos diferentes de música - tem sido muito emocionante para mim experimentar e explorar novos territórios [...] é uma música que, quando eu o escrevi e pensei não muito mais foi pelo som."  "Heartbeat" (com Nicole Scherzinger) foi descrito como uma música "crua" e "upbeat", enquanto "Dirty Dancer" (com Usher) é uma música "para as meninas sujas, em todo o mundo".

## Faixas
| Edição internacional |                                                              |                                                                               |                                          |         |  |
| N.º                  | Título                                                       | Compositor(es)                                                                | Produtor(es)                             | Duração |  |
| 1.                   | "I Like It" (com a participação de Pitbull)                  | Nadir Khayat, Enrique Iglesias, Lionel Richie, Armando Perez                  | RedOne                                   | 3:52    |  |
| 2.                   | "One Day at a Time" (com a participação de Akon)             | Khayat, Iglesias, Frankie Storm, Alium Thiam                                  | RedOne                                   | 4:05    |  |
| 3.                   | "Heartbeat" (com a participação de Nicole Scherzinger)       | Iglesias, Mark Taylor, Jamie Scott                                            | Mark Taylor                              | 4:17    |  |
| 4.                   | "Dirty Dancer" (com Usher)                                   | Khayat, Iglesias, E. Kidd Bogart, Erika Nuri, David Quiñones                  | RedOne                                   | 3:34    |  |
| 5.                   | "Why Not Me?"                                                | Iglesias, Khayat                                                              | RedOne                                   | 3:39    |  |
| 6.                   | "No Me Digas Que No" (com a participação de Wisin & Yandel)  | Iglesias, Descemer Bueno, Juan Luis Morena, Llandel Veguilla, Ernesto Padilla | Carlos Paucar, La Mente Maestra, El Nasi | 4:30    |  |
| 7.                   | "Ayer"                                                       | Iglesias, Bueno                                                               | Carlos Paucar                            | 3:33    |  |
| 8.                   | "Cuando Me Enamoro" (com a participação de Juan Luis Guerra) | Iglesias, Bueno                                                               | Carlos Paucar                            | 3:20    |  |
| 9.                   | "Dile Que"                                                   | Iglesias, Coti Soronkin                                                       | Carlos Paucar                            | 3:41    |  |
| 10.                  | "Tú y Yo"                                                    | Iglesias, Aleks Syntek                                                        | Fernando Garibay                         | 4:01    |  |
| 11.                  | "Heartbreaker"                                               | Iglesias, Taylor, Wayne Hector                                                | Mark Taylor                              | 4:05    |  |
| 12.                  | "Coming Home"                                                | Iglesias, Taylor, Scott                                                       | Mark Taylor                              | 3:59    |  |
| 13.                  | "Everything's Gonna Be Alright"                              | Iglesias, Hector                                                              | Carlos Paucar                            | 3:47    |  |
| 14.                  | "No Me Digas Que No"                                         | Iglesias, Bueno                                                               | Carlos Paucar                            | 4:08    |  |

| Edição americana |                                                              |         |  |
| N.º              | Título                                                       | Duração |  |
| 1.               | "Cuando Me Enamoro" (com a participação de Juan Luis Guerra) | 3:20    |  |
| 2.               | "No Me Digas Que No" (com a participação de Wisin & Yandel)  | 4:30    |  |
| 3.               | "Ayer"                                                       | 3:33    |  |
| 4.               | "Dile Que"                                                   | 3:41    |  |
| 5.               | "I Like It"                                                  | 3:52    |  |
| 6.               | "One Day at a Time"                                          | 4:05    |  |
| 7.               | "Heartbeat"                                                  | 4:17    |  |
| 8.               | "Dirty Dancer"                                               | 3:34    |  |
| 9.               | "Tú y Yo"                                                    | 4:01    |  |
| 10.              | "No Me Digas Que No"                                         | 4:07    |  |

| Edição britânica |                                 |         |  |
| N.º              | Título                          | Duração |  |
| 1.               | "I Like It"                     | 3:52    |  |
| 2.               | "One Day at a Time"             | 4:01    |  |
| 3.               | "Heartbeat"                     | 4:17    |  |
| 4.               | "Why Not Me?"                   | 3:36    |  |
| 5.               | "Dirty Dancer"                  | 3:39    |  |
| 6.               | "Heartbreaker"                  | 4:05    |  |
| 7.               | "Everything's Gonna Be Alright" | 3:48    |  |
| 8.               | "Coming Home"                   | 4:00    |  |
| 9.               | "Cuando Me Enamoro"             | 3:21    |  |
| 10.              | "No Me Digas Que No"            | 4:28    |  |
| 11.              | "I Like It"                     | 3:14    |  |

| Edição de colecionador |                                 |         |  |
| N.º                    | Título                          | Duração |  |
| 1.                     | "Tonight (I'm Fuckin' You)"     | 3:52    |  |
| 2.                     | "I Like It"                     | 3:52    |  |
| 3.                     | "One Day at a Time"             | 4:05    |  |
| 4.                     | "Heartbeat"                     | 4:17    |  |
| 5.                     | "Dirty Dancer"                  | 3:34    |  |
| 6.                     | "Why Not Me?"                   | 3:39    |  |
| 7.                     | "No Me Digas Que No"            | 4:30    |  |
| 8.                     | "Ayer"                          | 3:33    |  |
| 9.                     | "Cuando Me Enamoro"             | 3:20    |  |
| 10.                    | "Dile Que"                      | 3:41    |  |
| 11.                    | "Tú y Yo"                       | 4:01    |  |
| 12.                    | "Heartbreaker"                  | 4:05    |  |
| 13.                    | "Coming Home"                   | 3:59    |  |
| 14.                    | "Everything's Gonna Be Alright" | 3:47    |  |
| 15.                    | "No Me Digas Que No"            | 4:08    |  |
| 16.                    | "Tonight (I'm Lovin' You)"      | 3:51    |  |
| 17.                    | "I Like It"                     | 3:40    |  |
| 18.                    | "Heartbeat"                     | 4:04    |  |

## Paradas
| Parada (2010)                      | Melhor posição |
| ---------------------------------- | -------------- |
| Australian Albums Chart            | 6              |
| Belgian Album Chart (Flanders)     | 7              |
| Belgian Albums Chart (Wallonia)    | 11             |
| Canadian Albums Chart              | 12             |
| Danish Albums Chart                | 12             |
| Dutch Albums Chart                 | 5              |
| European Top 100 Albums            | 5              |
| Finnish Albums Chart               | 11             |
| French Albums Chart                | 10             |
| German Albums Chart                | 87             |
| Greece Top 75 Albums               | 3              |
| Irish Albums Chart                 | 10             |
| Italian Albums Chart               | 55             |
| Mexican Albums Chart               | 1              |
| Mexican International Chart Albums | 1              |
| Polish Albums Chart                | 23             |
| Russian Albums Chart               | 6              |
| Spanish Albums Chart               | 1              |
| Swedish Albums Chart               | 52             |
| Swiss Music Charts                 | 4              |
| Scottish Albums Chart              | 6              |
| UK Albums Chart                    | 6              |
| US Top Latin Albums                | 1              |
| US Latin Pop Albums                | 1              |
| US Billboard 200                   | 10             |

| Parada (2010)           | Posição |
| ----------------------- | ------- |
| Austrália ARIA Charts   | 72      |
| European Top 100 Albums | 98      |
| UK Albums Chart         | 148     |
| US Top Latin Albums     | 2       |
| US Latin Pop Albums     | 1       |
| US Billboard 200        | 185     |

| País           | Fornecedor | Certificação |
| -------------- | ---------- | ------------ |
| Austrália      | ARIA       | Ouro         |
| Brasil         | ABPD       | Ouro         |
| Espanha        | PROMUSICAE | Platina      |
| França         | SNEP       | Ouro         |
| México         | AMPROFON   | Platina      |
| Reino Unido    | BPI        | Ouro         |
| Rússia         | NFPF       | Ouro         |
| Polónia        | ZPAV       | Ouro         |
| Estados Unidos | RIAA       | 2× Platina   |

### Precessão e sucessão nas paradas
| Precedido por: Can't Be Tamed por Miley Cyrus                                                      | Álbum número um no Spanish Albums Chart 11-18 de julho de 2010                                                                                                   | Sucedido por: One Love por David Guetta                                                                                  |
| Precedido por: Desde La Cantina Vol. 2 por Pesado Dejarte de Amar por Camila                       | Álbum número um no Mexican Albums Chart July 11–25, 2010 (first run) August 8–21, 2010 (second run)                                                              | Sucedido por: Dejarte de Amar por Camila The Final Frontier por Iron Maiden                                              |
| Precedido por: Iconos por Marc Anthony Poquita Ropa por Ricardo Arjona Luis Miguel por Luis Miguel | Álbum número um no U.S. Billboard Top Latin Albums July 14, 2010 – September 4, 2010 (first run) September 18, 2010 (second run) October 9–16, 2010 (third run)  | Sucedido por: Poquita Ropa por Ricardo Arjona Luis Miguel por Luis Miguel El Hombre Que Mas Te Amo por Vicente Fernández |
| Precedido por: Iconos por Marc Anthony Poquita Ropa por Ricardo Arjona Luis Miguel por Luis Miguel | Álbum número um no U.S. Billboard Latin Pop Albums July 14 , 2010 – September 4, 2010 (first run) September 18, 2010 (second run) October 9–23, 2010 (third run) | Sucedido por: Poquita Ropa por Ricardo Arjona Luis Miguel por Luis Miguel En Total Plenitud por Marco Antonio Solís      |